# 인민을 위해 복무하라 (노르웨이)
인민을 위해 복무하라-공산주의자동맹(노르웨이어: Tjen Folket – Kommunistisk Forbund)은 노르웨이의 공산당이자 마르크스-레닌-마오주의 단체로 노동자 공산당에서 추방된 당원들이 결성하였다. 당명인 인민을 위해 복무하라는 마오쩌둥 주석의 연설이자 문화대혁명 시대 중국 공산당의 표어에서 유래하였다.